# ダンテ・フェレッティ
ダンテ・フェレッティ（Dante Ferretti, 1943年2月26日 - ）は、イタリアの映画のプロダクションデザイナー、アートディレクター、衣裳デザイナーである。
アメリカ合衆国とイタリアで活動しており、ピエル・パオロ・パゾリーニ、フェデリコ・フェリーニ、テリー・ギリアム、フランコ・ゼフィレッリ、マーティン・スコセッシ、フランシス・フォード・コッポラ、アンソニー・ミンゲラ、ティム・バートンなどの作品に係わっている。
妻は装置監督のフランチェスカ・ロ・スキャーヴォである。
フェデリコ・フェリーニの弟子だった頃があり、その間に5本の作品が製作された。
2008年にはハワード・ショアのオペラ『The Fly』のセットをデザインした。
アカデミー賞美術賞は『アビエイター』と『スウィーニー・トッド フリート街の悪魔の理髪師』と『ヒューゴの不思議な発明』で3度受賞している。他に『クンドゥン』でアカデミー衣裳デザイン賞にノミネートされている。

## 美術作品
- Medea (1969)
- Io non vedo, tu non parli, lui non sente (1971)
- The Canterbury Tales (1972)
- Sbatti il mostro in prima pagina (1972)
- Storie scellerate (1973)
- ミラノの恋人 Somewhere Beyond Love (1974)
- Il fiore delle mille e una notte (1974)
- Mio Dio come sono caduta in basso! (1974) 兼衣裳
- ソドムの市 Salò, or the 120 Days of Sodom (1975)
- Todo modo (1976)
- La presidentessa (1977)
- Il mostro (1977)
- Casotto (1977)
- Il gatto (1977)
- Eutanasia di un amore (1978)
- Bye Bye Monkey (1978)
- Orchestra Rehearsal (1978)
- 女の都 City of Women (1980)
- Il minestrone (1981)
- The Skin (1981)
- Tales of Ordinary Madness (1981)
- That Night in Varennes (1982)
- Beyond the Door (1982)
- And the Ship Sales On (1983)
- Pianoforte (1984)
- 善良なる王ダゴベール Le bon roi Dagobert (1984)
- Il futuro è donna (1984)
- Ginger and Fred (1986)
- 薔薇の名前 The Name of the Rose (1986)
- バロン The Adventures of Baron Munchausen (1988)
- Lo zio indegno (1989)
- The Voice of the Moon (1990)
- Dr. M (1990)
- ハムレット Hamlet (1990)
- ドラキュラ Dracula (1992)
- エイジ・オブ・イノセンス/汚れなき情事 The Age of Innocence (1993)
- インタビュー・ウィズ・ヴァンパイア Interview with the Vampire: The Vampire Chronicles (1994)
- カジノ Casino (1995)
- クンドゥン Kundun (1997) 兼衣裳
- ジョー・ブラックをよろしく Meet Joe Black (1998)
- 救命士 Bringing Out the Dead (1999)
- タイタス Titus (1999)
- ギャング・オブ・ニューヨーク Gangs of New York (2002)
- コールド マウンテン Cold Mountain (2003)
- アビエイター The Aviator (2004)
- ミネハハ 秘密の森の少女たち The Fine Art of Love: Mine Ha-Ha (2005)
- ブラック・ダリア The Black Dahlia (2006)
- スウィーニー・トッド フリート街の悪魔の理髪師 Sweeney Todd: The Demon Barber of Fleet Street (2007)
- シャッター アイランド Shutter Island (2010)
- ヒューゴの不思議な発明 Hugo (2011)
- 沈黙 -サイレンス- Silence (2016)

### テレビ
- Il segreto del Sahara (1988) ミニシリーズ
- La traviata (1992) テレビ映画
- Cavalleria rusticana (1996) テレビ映画
- Manon Lescaut (1998) テレビ映画
- Un ballo in maschera (2001) テレビ映画
- Il trovatore (2002) テレビ映画